# Disa borbonica
Disa borbonica är en orkidéart som beskrevs av Isaac Bayley Balfour och Spencer Le Marchant Moore. Disa borbonica ingår i släktet Disa och familjen orkidéer.
Artens utbredningsområde är Réunion. Inga underarter finns listade i Catalogue of Life.